# HD 157681
HD 157681，又名BD+53 1937，SAO 30354、HR 6479，是一颗恒星，视星等为5.67，位于銀經80.9，銀緯34.64，其B1900.0坐标为赤經17h 19m 35.5s，赤緯+53° 34.64′ 56″。